# Rudolf Jungwirth
Rudolf Jungwirth (* 2. Jänner 1955 in Linz) ist ein österreichischer Komponist, Organist und Pädagoge.

## Leben
Rudolf Jungwirth erhielt seine musikalische Ausbildung in den Jahren von 1969 bis 1975 an der Musikschule der Stadt Linz bei Hedwig Ebermann (Klavier, Orgel) und Helga Schiff-Riemann (Komposition) sowie von 1975 bis 1983 an der Universität für Musik und darstellende Kunst Wien bei Michael Radulescu (Orgel) sowie Erich Romanovsky und Heinz Kratochwil (Tonsatz).
Daneben studierte er an der Universität Wien Geschichte und Musikerziehung.
Seit dem Jahr 1974 hat Jungwirth eine Lehrtätigkeit in Blockflöte, Klavier, Orgel und Theorie an der Musikschule der Stadt Linz inne. Als Lehrer für Tonsatz, Orgel, Cembalo und Improvisation wirkt er seit 1984 an der Anton Bruckner Privatuniversität Linz.
In den Jahren von 1990 bis 2001 war Jungwirth künstlerischer Leiter des Eferdinger Konzertsommers. Seit dem Jahr 1995 übt er an der Evangelischen Kirche Eferding das Kantorenamt aus. Rudolf Jungwirth lebt in Eferding.

## Auszeichnungen (Auswahl)
- 1974: 1. Preis beim Orgelwettbewerb für junge Organisten in Haslach[3]
- 1978: Talentförderungsprämie für Komponisten des Landes Oberösterreich[4]
- 1996: 2. Preis beim internationalen Komponistenwettbewerb Saarlouis (mit Fremde Gesichter – Vier Stücke für Flöte und Orgel)[5]
- 1999: Kulturpreis des Landes Oberösterreich[4]

## Werke (Auswahl)

### Ensemblemusik
- Weiß mir ein Blümlein blaue – Partita für zwei Stimmen (1973)[6]
- Abendkelch – Lied für Sopran und Klavier, Text: Christian Morgenstern (1974)[6]
- Sonate über zwei marianische Gesänge – Duo für Flöte und Orgel (1975)[6]
- Sonate – Duo für Flöte und Cembalo (1976)[6]
- Einige kurze Variationen über „Ach Elslein, liebes Elselein“ – Trio für Violine, Flöte und Cembalo (1976)[6]
- Introitus, Choral und Passacaglia – Duo für Flöte und Klavier (1977)[6]
- Herbstlied – Solo für Sopran und Klavier, Text: Christian Morgenstern (1978)[6]
- Es kommt ein Schiff geladen – Duo für Klavier und Violoncello (1978)[6]
- Toccatina – Duo für zwei Tasteninstrumente (1978)[6]
- Lobt Gott, ihr Christen, allzugleich – Trio für Tenorblockflöte, Violine und Viola da Gamba (1979)[6]
- Miniatur – Duo für Flöte und Tamburin (1979)[6]
- Aphorismus – Duo für Flöte und Klavier (1979)[6]
- Zwei biblische Gesänge – Solo für Bariton und Orgel (1980)[6]
- Psalm 34 – Solo für Bariton und Orgel (1980)[6]
- Vier Stücke – Duo für Flöte und Cembalo (1981)[6]
- Dialog – Duo für Trompete und Orgel (1984)[6]
- Abendlied – Duo für Flöte und Cembalo (1987)[6]
- Aphorismus – Duo für Altblockflöte und Orgel (1988)[6]
- Drei Skizzen – für Englischhorn solo mit Orgelimprovisationen (1988)[6]
- dynamis – energeia – Duo für zwei große Orgeln (1989)[6]
- O Heiland, reiß die Himmel auf – für vierstimmigen gemischten Chor und Blockflötenquartett (1990)[6]
- Agnus Dei – Duo für Oboe und Orgel (1990)[6]
- Notturno – Duo für Blockflöte und Cembalo (1991)[6]
- Dem Abend gesagt – Duo für Blockflöte und Perkussion nach Ingeborg Bachmann (1992)[6]
- Sintesi – Quartett für zwei Blockflöten, Bassposaune und Violoncello, op. 7 (1993)[6]
- Enigma – Trio für Blockflöte, Perkussion und Orgel nach Ingeborg Bachmann, op. 8 (1993)[6]
- Hoquetus – Duo für Orgelpfeife und Orgel, op. 9 (1994)[6]
- Epitaph – Quintett für vier Altblockflöten und Klavier, op. 10 (1994)[6]
- Psalm 103 (8-13) – Duo für zwei Blockflöten und Sopransolo, op. 11(1955)[6]
- Quant li Rosignol jolis chante - in memoriam JND – nach einem Troubadour-Text aus dem 14. Jahrhundert, op. 12 (1995)[6]
- Hymnus – für Sopran und Orgel (1996)[6]
- Künde mir Muse … - in memoriam A.B. – für Sopran, Flöte, Altflöte und Orgelpfeife, op. 14 (1996)[6]
- Fremde Gesichter – Vier Stücke für Flöte und Orgel, op. 16 (1996)[6]
- ... Schall und Rauch – Quartett für Bassklarinette, Congas, Harfe und präpariertes Klavier, op. 13 (1996)[6]
- stammelpsalm – Kantate für Sopran, Flöte, Violoncello und Orgelpositiv, op. 15 (1996)[6]
- „au sanctuaire“ – Neun Stücke für Flöte, Violoncello, Klavier, Regenstäbe und Schwirrhölzer, op. 22 (1997)[6]
- „in nomine“ – für Volksharfe, Laute und Viola da Gamba (1997)[6]
- Wieder Nacht – Fünf Lieder nach Gedichten von Christine Lavant für Sopran und Klavier, op. 20 (1997)[6]
- Trois piéces francaises – Duo für Oboe und Orgel, op. 21 (1997)[6]
- Sanctus – Quintett für zwei Trompeten, zwei Posaunen, Orgel und vierstimmigen gemischten Chor (1997)[6]
- Hommage à A.P. II – Trio für Flöte, Orgel und Orgelpfeife, op. 23 (19xx)[6]
- à R. – Duo für Blockflöte, Stimme und eine Saite in c, op. 22 (1998)[6]
- gnomen – 7 Mikroludien für Flöte, Violine und Klavier, op. 27 (1998)[6]
- „treis hymnoi“ – Quartett für Flöte, Schlaginstrument, Klavier und Violoncello, op. 25 (1998)[6]
- l’ange – Trio für Flöte, gr. Trommel und gestrichene Xylophonplatte in cis, op. 26 (1998)[6]
- Sieben Stücke – Duo für Violoncello und Klavier, op. 28 (1998)[6]
- Eli – Solo für Bariton und Orgel, op. 30b (1999)[6]
- Sintesi – Quartett, Fassung für 2 Flöten, Bassklarinette und Violoncello, op. 39 (2000)[6]
- Trois piéces francaises – Bearbeitung für Oboe und Klavier (2001)[6]
- Antiphona – Duo für Violine und Viola, op. 51 (2002)[6]
- tuli – 2 Gesänge für Mezzosopran, Englischhorn, Fagott und Orgel, op. 61 (2004)[6]
- RAASAY – Streichquartett Nr. 1 für zwei Violinen, Viola und Violoncello, op. 64 (2005)[6]
- fragmente – Vier Stücke für Flöte, Violoncello und Klavier, op. 62b (2006)[6]
- Siebenstern – Drei Lieder für Bariton und Orgel, op. 82 (2007)[6]
- Liebe – Solo für Sopran und Hackbrett, op. 85 (2008)[6]
- passacaglia – Trio für Blockflöte, Viola da gamba und Orgelpositiv, op. 99 (2009)[6]
- BLAKE – Collage für Violine, Klarinette, Klavier und Schlagzeug, op. 105 (2010)[6]
- schämäsch wö jareach – nach Texten aus Psalm CXLIX und dem Bild „Sonne und Mond“ von Wolfgang Mang (2011)[6]
- Carnifex botanicus – 5 Stücke für Viola, Violoncello, Kontrabass und Klavier, op. 119 (2012)[6]
- estampie – Trio für Viola, Bassklarinette und Posaune, op. 126 (2013)[6]
- Five Irish Toasts – Duo für Bassklarinette und Akkordeon mit Solostimme Sopran, op. 131 (2014)[6]
- Sonnenpfad – Drei Stücke für 2 Violinen (2015)[6]
- melancholie – Trio für Flöte, Violine und Akkordeon mit Solostimme Bariton, op. 145 (2016)[6]

### Solomusik
- Es geht ein dunkle Wolk herein – Kleine Partita für Orgel (1972)[6]
- Ach Elslein, liebes Elselein – Kleine Partita für Orgel (1973)[6]
- Toccata – Solo für Orgel (1973)[6]
- Nun komm, der Heiden Heiland – Partita für Orgel (1974)[6]
- Sonata pro organo – Solo für Orgel (1974)[6]
- Da Jesus an dem Kreuze stund – Choralvorspiel für Orgel (1974)[6]
- Sonate – Solo für Cembalo (1974)[6]
- Regina caeli laetare – Meditation für Orgel (1975)[6]
- Liebster Jesu, wir sind hier – Kleine Partita für Orgelpositiv (1976)[6]
- Drei Stücke für Klavier – nach Eindrücken von Bildern Alfred Kubins (1977)[6]
- Tanz – Solo für Flöte (1978)[6]
- Exclamans – Solo für Orgel (1979)[6]
- Variationen über ein Thema von Johann Nepomuk David – Solo für Orgel (1981)[6]
- Suche und Ziel – Solo für Klavier (1983)[6]
- Hommage à Frescobaldi – Solo für Orgel (1984)[6]
- Toccata und Fuge – Solo für Orgel (1986)[6]
- Offertorium – Solo für Orgel, op. 1 (1990)[6]
- Lullaby –  Solo für Klavier (für S.H.) (1993)[6]
- „Solo“ – Solo für Viola da Gamba (1995)[6]
- Noel – Solo für Orgel (1997)[6]
- „màschere“ – Solo für Clavichord, op. 31 (1999)[6]
- Meine kleine Eisenbahn / Allegro con Brio – Ein Klavierstück für Kinder (2001)[6]
- Winterprelude – Solo für präpariertes Klavier (2004)[6]
- Nachtklänge – Zwei Stücke für Klavier solo (2006)[6]
- Engelmesse – Vier Studien für Tenorhackbrett solo, op. 87 (2008)[6]
- MEMENTO – Drei Stücke für Violoncello solo, op. 96 (2009)[6]
- STELE in memoriam Theo Brandmüller – Solo für Orgel, op. 129 (2014)[6]
- „Spuren – offene Enden“ – Solo für Orgel, op. 138 (2015)[6]
- „un regard sur M.“ – Solo für Orgel, op. 144 (2016)[6]
- „Le jardin enchanté“ – hommage à Jehan Alain – Solo für Orgel, op. 154 (2017)[6]
- Präludium zu Bachs Fuge C-Dur BWV 946 – Solo für Orgel, op. 157 (2018)[6]

### Orchestermusik
- Hommage à Frank Martin – Concertino für Flöte, Streichquartett, Streichorchester und Pauken (1978)[6]
- Tombeau – für Streichorchester, op. 41 (2000)[6]
- Fünf Stücke – für Streichorchester, op. 38 (2000)[6]
- Concerto grosso für Streichorchester und versch. Instrumentengruppen – Besetzung: Orchester, Streichorchester, op. 55 (2003)[6]
- Harlekinade – Drei Stücke für Orchester, op. 90 (2008)[6]
- Missa de Angelis – für Sopran, Bariton, Tenorhackbrett, Orgel, Schlagwerk und 4 Flötenschwärme, op. 89 (2008)[6]
- VIER – Sinfonie für Orchester, op. 93 (2008–2009)[6]
- RAGANA - Poem für Orgel und Orchester (eine Übermalung) – für Orchester und Soloinstrument(e)op. 94 (2009)[6]
- Orchesterminiatur „Bruchstück“ (2009)[6]
- Winter-Landschaft (II) mit Scardanelli – für Bass und Instrumentalensemble, op. 112 (2011)[6]
- scherzerl – 80 sekunden für balduin sulzer – Besetzung: drei Hörner, drei Posaunen, Basstuba, Schlagzeug und Orgel, op. 114 (2011)[6]
- evocation – für Sprecher, Streichorchester, Blechbläser und Schlagwerk, op. 135a (2015)[6]

### Vokalmusik
- Psalm 63 – für vierstimmigen gemischten Chor (1981)[6]
- Pater noster – für siebenstimmigen gemischten Chor (1986)[6]
- Da Jesus an dem Kreuze stund – für vierstimmigen gemischten Chor (1989)[6]
- Dies irae – für Choralschola, Orgel, Pauken und Tam Tam, op. 5 (1992)[6]
- Zwei kurze Lieder nach Gedichten von Christian Morgenstern (1998)[6]
- Welke Rose – für vierstimmigen gemischten Chor (1998)[6]
- Magnus es, Domine – Hymnus für Bass solo, Chor und Orchester, op. 29 (1999)[6]
- Die Nacht ist vorgedrungen – für gemischten Chor, op. 47 (2001)[6]
- de similitudine regni caelorum – Motette für gemischten Chor nach Matth. 13747-50, op. 54 (2003)[6]
- MISERERE – Initio, Meditatio I und II, Conclusio für gem. Chor, op. 65 (2005)[6]
- mozart-reminiszenzen – nr. VIII „De profundis; Requiescant“ (2006)[6]
- T e c h’s a c k n a j´d e j – für Oberstimmenchor (2007)[6]
- Der Schaukelstuhl auf der verlassenen Terrasse – für Oberstimmenchor nach Texten von Christian Morgenstern, op. 109 (2011)[6]
- Glückwunschlied – für gemischten Chor acapella, op. 123 (2013)[6]
- Singet Gott, lobsinget seinem Namen – Motette für gemischten Chor, op. 140 (2015)[6]
- „Oku no Hosomichi“ („Auf schmalen Pfaden durchs Hinterland“) – für Sopran solo nach Texten von Matsuo Bashō, op. 150 (2017)[6]